# پارادوکس (کلرادو)
پارادوکس (به انگلیسی: Paradox) یک منطقهٔ مسکونی در ایالات متحده آمریکا است که در شهرستان مانترووز، کلرادو واقع شده‌است. پارادوکس ۱٬۶۱۵ متر بالاتر از سطح دریا واقع شده‌است.